# Cartea ucayala
Cartea ucayala är en fjärilsart som beskrevs av Otto Thieme 1907. Cartea ucayala ingår i släktet Cartea och familjen Riodinidae. Inga underarter finns listade i Catalogue of Life.